# نابودگر ۲: روز داوری
نابودگر ۲: روز داوری (انگلیسی: Terminator 2: Judgment Day) فیلمی آمریکایی در ژانر اکشن علمی تخیلی به تهیه‌کنندگی و کارگردانی جیمز کامرون است که در ۱۹۹۱ به نمایش درآمد. کامرون فیلم‌نامهٔ این فیلم را با ویلیام ویشر نوشته‌است. این فیلم دنبالهٔ نابودگر (۱۹۸۴) است و دومین قسمت در فرنچایز نابودگر به‌شمار می‌رود. در این فیلم هوش مصنوعی بدخواه به‌نام اسکای‌نت یک ترمیناتور — ماشین کشتار بسیار پیشرفته — را به سال ۱۹۹۵ می‌فرستد تا رهبر آیندهٔ مقاومت بشر، جان کانر را در کودکی بکشد. مقاومت برای محافظت از کانر و تضمین آیندهٔ بشریت، یک نابودگر که دوباره برنامه‌ریزی شده و پیشرفت کمتری دارد را می‌فرستد. بازیگران فیلم آرنولد شوارتزنگر، لیندا همیلتون، رابرت پاتریک و ادوارد فرلانگ هستند.
فیلم اول نابودگر با موفقیت و فروش قابل توجهی همراه بود و باعث پیشرفت شغلی شوارتزنگر و کامرون شده بود، اما به‌دلیل خصومت میان این دو و شرکت فیلم همدیل که بخشی از امتیاز فیلم را در اختیار داشت، ساخت دنباله‌ای دیگر از فیلم ناکام ماند. در سال ۱۹۹۰، شوارتزنگر و کامرون، کارولکو پیکچرز را متقاعد کردند که امتیاز فیلم را از گیل آن هرد که تهیه‌کنندهٔ همدیل و نابودگر بود و از لحاظ مالی مشکل داشت، به مبلغ ۱۵ میلیون دلار خریداری کند. تاریخ اکران برای سال بعد تعیین شد و کامرون و ویشر هفت هفته برای نوشتن فیلم‌نامه زمان گذاشتند. این دو مکرراً با استودیوی جلوه‌های ویژهٔ اینداستریال لایت اند مجیک صحبت می‌کردند تا تعیین کنند که آیا ایده‌هایشان برای جلوه‌های ویژهٔ گسترده امکان‌پذیر است یا خیر. مراحل تصویربرداری اصلی در اکتبر ۱۹۹۰ آغاز شد و تا مارس ۱۹۹۱ در لس آنجلس و مکان‌های اطراف آن با بودجهٔ تخمینی ۱۰۲ میلیون دلار به طول انجامید و آن را به پرهزینه‌ترین فیلم ساخته‌شده در آن زمان تبدیل کرد. جلوه‌های بصری پیشرفته، از جمله برای اولین بار استفاده از یک شخصیت اصلی کامپیوتری در یک فیلم پرفروش، منجر به برنامه‌ریزی بیش از حد شد و چاپ‌های نسخهٔ سینما تنها شب قبل از اکران در ۳ ژوئیهٔ ۱۹۹۱ به سینماها تحویل داده شد.
ترمیناتور ۲ در مدت زمان اکران خود ۵۱۹ تا ۵۲۰٫۹ میلیون دلار فروش داشت که آن را به پرفروش‌ترین فیلم ۱۹۹۱ در ایالات متحده و کانادا و همچنین پرفروش‌ترین فیلم در سراسر جهان تبدیل کرد و سومین فیلم پرفروش تمام دوران‌ها شد. این فیلم عموماً نقدهای مثبتی دریافت کرد و منتقدان جلوه‌های بصری، صحنه‌های اکشن و بازیگران را تحسین کردند اما به دلیل محتوای خشونت‌آمیز آن مورد انتقاد قرار گرفت.
همچنین نقش‌آفرینی پاتریک در نقش تی-۱۰۰۰ ستایش شد و به‌عنوان یکی از شخصیت‌های شرور بزرگ در سینما یاد شده‌است. این فیم جوایز مختلفی از جمله ساترن، فیلم بفتا و اسکار را به دست آورد. ترمیناتور ۲ در کنار همکاری‌های تبلیغاتی با برندهایی مانند پپسی، باعث ایجاد مجموعه‌ای از کالاها از جمله بازی‌های ویدیویی، کتاب‌های کمیک، رمان‌ها و لایواکشن تی۲ سه بعدی: نبرد در میان زمان با حضور شوارتزنگر، همیلتون، پاتریک و فرلونگ شد.
ترمیناتور ۲ از زمان اکران خود مورد ارزیابی مجدد منتقدان قرار گرفته‌است و اکنون نامش در میان بهترین فیلم‌های ساخته‌شده، و یکی از بهترین فیلم‌های علمی تخیلی و اکشن قرار گرفته‌است. همچنین از برترین فیلم‌های دنباله‌ای در تمام دوران‌ها به‌شمار می‌آید، و می‌توان گفت که برابر یا بهبودیافته با فیلم اول ترمیناتور است. همچنین به‌عنوان یکی از تأثیرگذارترین فیلم‌ها در زمینهٔ جلوه‌های بصری در تمام دوران دیده می‌شود که باعث انتقال از جلوه‌های معمول به وابستگی بر تصویر تولیدشده توسط کامپیوتر شده‌است. اگرچه کامرون ترمیناتور ۲ را پایان این فرنچایز می‌دانست، اما پس از آن مجموعه‌ای از فیلم‌ها منتشر شدند که با فروش کمتر و نظرات ضعیف‌تری از سوی متنقدان همراه بودند؛ نابودگر ۳: خیزش ماشین‌ها (۲۰۰۳)، رستگاری نابودگر (۲۰۰۹)، نابودگر: جنسیس (۲۰۱۵)، و نابودگر: سرنوشت تاریک (۲۰۱۹)، و همچنین مجموعهٔ تلویزیونی ۲۰۰۸.

## داستان
در این فیلم، جنگی بین ماشین‌ها و انسان مطرح می‌گردد که وقوع آن در ۲۰۲۹ پیش‌بینی شده‌است. در این سال نیروی مقاومت انسانی به رهبری جان کانر (بازیگر: ادوارد فرلانگ) در برابر ماشین‌ها ایستادگی می‌کنند و آن‌ها را در دستیابی به اهداف خود ناکام می‌گذارند. به همین دلیل اسکای‌نت (Skynet)، رایانه‌ای که ماشین‌ها را کنترل می‌کند، دو ربات انسان‌نما (معروف به "نابودگر") به زمان گذشته می‌فرستد. نابودگر اول در ۱۹۸۴ به سراغ مادر جان کانر (سارا کانر با بازی لیندا همیلتون) فرستاده می‌شود تا او را نابود سازد و دستمایه رخدادهای قسمت اول فیلم می‌گردد. در قسمت دوم، هدف اصلی خود جان کانر است و اسکای‌نت، نابودگر مدل تی-۱۰۰۰ (بازیگر: رابرت پاتریک) را به گذشته می‌فرستد. این بار نیز نیروی مقاومت انسانی مأمور دیگری را برای حفاظت او به گذشته می‌فرستد و او کسی نیست جز یک نابودگر دیگر از مدل تی-۱۰۱ (بازیگر: آرنولد شوارتزنگر) که توسط خود جان کانر در ۲۰۲۹، CPUی آن هک‌شده و برنامه‌ریزی شده‌است که زندگی خودش را در گذشته از خطرات در مقابل ربات اسکای‌نت محافظت کند.
در سال ۱۹۹۵، جان کانر با پدرخوانده و مادرخوانده‌اش در لس‌آنجلس زندگی می‌کند. مادرش سارا کانر، در تمام دوران کودکی او را برای نقشی که در آینده به‌عنوان رهبر مقاومت انسان‌ها در برابر اسکای‌نت خواهد داشت، آماده می‌کرد. اسکای نت هوش مصنوعی است که کنترل موشک‌های هسته‌ای ایالات متحده در اختیار او قرار می‌گیرد و یک هولوکاست هسته‌ای را در ۲۹ اوت ۱۹۹۷ رقم می‌زند، که بعدها به‌عنوان «روز داوری» از آن یاد می‌شود. با این حال، سارا پس از تلاش برای بمب‌گذاری در یک شرکت رایانه‌ای، دستگیر و در تیمارستان روانی بستری می‌شود. در سال ۲۰۲۹، اسکای‌نت یک نابودگر جدید به نام تی-۱۰۰۰ را به گذشته می‌فرستد تا جان را بکشد. تی-۱۰۰۰ یک نمونهٔ اولیه پیشرفته است که از فلز مایع ساخته شده‌است (که به آن «پلی آلیاژ تقلیدی» گفته می‌شود) که به او این امکان را می‌دهد که شکل و ظاهر تقریباً هر چیزی را که لمس می‌کند به خود بگیرد و بازوهای خود را به تیغه یا هر شکل دیگری تبدیل کند. تی-۱۰۰۰ به زمان حال آمده و پس از کشتن یک افسر پلیس، ظاهرش را شبیه او می‌کند. او همچنین از رایانهٔ پلیس برای ردیابی جان استفاده می‌کند. در همین حین، جان کانر در آینده یک نابودگر مدل ۱۰۱ را برای محافظت از خود جوانتش در گذشته می‌فرستند.
نابودگر و تی-۱۰۰۰ به‌طور همزمان به جان در یک مرکز خرید برمی‌خورند و پس از تعقیب و گریز، جان و نابودگر با هم با موتورسیکلت فرار می‌کنند. جان از ترس اینکه تی-۱۰۰۰ سارا را بکشد تا به او برسد، پس از اینکه متوجه می‌شود که نابودگر باید از دستورها او پیروی کند، به نابودگر دستور می‌دهد تا او به او کمک کند. آن‌ها هنگام فرار سارا از تیمارستان با او روبرو می‌شوند، اگرچه او در ابتدا تمایلی به اعتماد کردن به مدل ۱۰۱ ندارد. پس از فرار هر سهٔ آن‌ها از دست تی-۱۰۰۰ با یک ماشین پلیس، نابودگر جان و سارا را در مورد تاریخچهٔ اسکاینت مطلع می‌کند. سارا می‌فهمد که شخصی که مستقیماً مسئول ایجاد اسکای‌نت، مایلز بنت دایسون، مهندس شرکت سایبرداین است که روی یک ریزپردازندهٔ متحول کنندهٔ جدید کار می‌کند و در حال شکل‌دهی اسکای‌نت است.
سارا مهماتی را از یکی از دوستان قدیمی خود می‌گیرد و قصد دارد تا با جان به مکزیک فرار کند، اما کابوسی دربارهٔ روز قیامت او را بر آن می‌دارد تا با کشتن دایسون، از آن جلوگیری کند. با یافتن دایسون در خانه‌اش، او را زخمی می‌کند اما نمی‌تواند او را در مقابل خانواده‌اش بکشد. جان و نابودگر، دایسون را از پیامدهای کارهایش در آینده آگاه می‌سازند. آن‌ها متوجه می‌شوند که بسیاری از تحقیقات او حاصل از پردازندهٔ آسیب دیده و بازوی راست نابودگر قبلی که در سال ۱۹۸۴ به سارا حمله کرد مهندسی معکوس شده‌است. آن‌ها وارد ساختمان سایبرداین می‌شوند تا طرح‌ها و متعلقات مربوط به پردازنده را نابود کرده، آزمایشگاه دایسون را با مواد منفجره از بین ببرند. اگرچه پلیس وقتی به آزمایشگاه حمله می‌کند، به دایسون شلیک و او را زخمی می‌کند، اما او درنهایت موفق با می‌شود مواد منفجره را قبل از مردن منفجر می‌کند. تی-۱۰۰۰ سه نفر باقی‌مانده را تعقیب می‌کند و سرانجام آن‌ها را در یک کارخانه فولاد گیر می‌اندازند.
تی-۱۰۰۰ با نابودگر درگیر شده و به‌طور جدی به او آسیب می‌زند و آن را از کار می‌اندازد. با این حال، بدون این‌که تی-۱۰۰۰ متوجه شود، نابودگر با استفاده از منبع تغذیهٔ جایگزین خود را از نو راه‌اندازی می‌کند. سارا که نمی‌تواند با شلیک کردن به تی-۱۰۰۰ او را به درون یک مخزن فولاد مذاب بیندازد، نابودگر با یک نارنجک‌انداز به او شلیک کرده و آن را در فولاد مذاب می‌اندازد. جان بازو و پردازندهٔ اصلی نابودگر اصلی را نیز به داخل مذاب می‌اندازد، اما نابودگر توضیح می‌دهد که پردازندهٔ خود نیز باید از بین برود تا مطمئن شود که سایبرداین نمی‌تواند از آن برای مهندسی معکوس اسکای‌نت استفاده کند. نابودگر بدون توجه به التماس‌ها و دستورها جان خداحافظی کرده و به کمک سارا به درون مخزن مذاب می‌رود زیرا نمی‌تواند خودش را نابود کند. سارا همراه با جان به جاده می‌زند و امیدهایشان را در آینده‌ای که هم‌اکنون با اقدامات نابودگر رقم خورده، بازنگری می‌کنند.

## بازیگران
- آرنولد شوارتزنگر در نقش نابودگر، که ماموریتش محافظت از جان کانر است.
- لیندا همیلتون در نقش سارا کانر، مادر جان کانر
- ادوارد فرلانگ در نقش جان کانر، پسر ۱۰ ساله ای که در آینده رهبر مقاومت انسان‌ها خواهد شد.
- رابرت پاتریک در نقش تی-۱۰۰۰، نابودگر جیوه ای که ماموریتش به قتل رساندن جان کانر است.
- جو مورتن در نقش دکتر مایلز دایسون، دکتری که بر ساخت نابودگر فعالیت می‌کند.
- اِپافا مِرکرسون در نقش تاریسا دایسون، همسر مایلز
- ارل بوئن در نقش دکتر پیتر سیلبرمن
- مایکل بین در نقش کایل ریس، پدر جان کانر
- زاندر برکلی در نقش پدر خوانده جان
- جنت گلدستاین در نقش مادر خوانده جان
- مایکل ادوارد در نقش جان کانر (در آینده)
- لِزلی همیلتون (بدل) در نقش تی-۱۰۰۰ هنگامی که خود را به شکل سارا کانر درآورد.
- دین نوریس در نقش رهبر سوات

## دربارهٔ فیلم
استن وینستون و تیم ۶۷ نفری خود مسئولیت جلوه‌های ویژه فیلم را به عهده گرفت و یک تیم ۱۹۴ نفره کار هنر و گرافیک رایانه‌ای را انجام دادند و دراین راه موفق گشتند.
جلوه‌های ویژه و گرافیک رایانه‌ای این فیلم انقلابی بزرگ دراین زمینه در سینمای هالیوود ایجاد کرد. در این فیلم جلوه‌های تصویری فراوانی از پویانمایی و دیگر جلوه‌های ویژه بر روی صورت بازیگران پیاده شد که نوین و بدیع جلوه‌نمایی می‌کند. نابودگر ۲ نخستین فیلم سینمایی هالیوود بود که در آن از صنعت مورفینگ (نوعی از جلوه‌های ویژه) استفاده می‌شد.
ترانه و موسیقی متن نابودگر ۲ توسط برد فیدل نوشته و اجرا شده‌است.
در ۱۹۹۲، فیلم نابودگر ۲ برنده جایزه اسکار بهترین جلوه‌های ویژه و گرافیک کامپیوتری، همچنین برنده جایزه بهترین جلوه‌های ویژه صوتی و تصویری از سری جوایز آکادمی سینمای ایالات متحده شد.
یکی از دوستان بی جی رک (یکی از تهیه‌کنندگان نابودگر ۲)، پروفسور لری یائگر به عنوان مشاور علمی فیلم (در زمینه هوش مصنوعی و زیست مصنوعی، شبکه عصبی مصنوعی و غیره) با جیمز کامرون همکاری کرد.
فیلم نابودگر ۲ در زمان خود با استقبال فراوان روبرو شد و باعث جلب نظر بسیاری از منتقدان و سینماگران شد. فیلم نابودگر ۲ با مبلغ ۲۰۴٬۸۴۳٬۳۴۶ (داخل آمریکا) و ۵۱۹٬۸۴۳٬۳۴۲ دلار در جهان به فروش رفت.

## پایان متفاوت
صحنه‌هایی مربوط به یک پایان خوش برای این فیلم، فیلم‌برداری شده بود که در آن معلوم می‌شود در نهایت عملیات روز داوری صورت نگرفته و در واقع انسان‌ها به پیروزی می‌رسند. در این سکانس سارا کانر (با بازی همیلتون که خیلی پیر شده‌است) در حالی که جان کانر و دخترش در حال تاب بازی هستند به سخنرانی مهیجی می‌پردازد. البته این به عنوان پایان اصلی فیلم قرار نگرفت زیرا در غیر این صورت قسمت‌های بعدی فیلم ساخته نمی‌شدند بنابراین جیمز کامرون این سکانس را حذف کرد و قسمتی از دیالوگ سارا کانر در این سکانس را در پایان اصلی فیلم قرار داد.

## جوایز
- برنده جایزه اسکار بهترین جلوه‌های تصویری
- برنده جایزه اسکار بهترین چهره‌پردازی و آرایش مو
- برنده جایزه اسکار بهترین صداگذاری
- برنده جایزه اسکار بهترین صدابرداری

## دنباله‌ها
دنباله‌های دیگر این فیلم، شامل نابودگر ۳: خیزش ماشین‌ها در ۲۰۰۳، رستگاری نابودگر در ۲۰۰۹، و نابودگر: جنسیس در ۲۰۱۵ منتشر شدند. این سه فیلم بدون جیمز کامرون ساخته شده‌اند. گرچه آرنولد در نابودگر ۳ و جنسیس بازگشت و در رستگاری هم به صورت دیجیتالی حضور داشت اما فیلم ساخت کامرون در ۲۰۱۹ با نام نابودگر: سرنوشت تاریک به عنوان دنباله مستقیم نابودگر ۲ عمل می‌کند و از سایر فیلم‌های نابودگر صرفنظر می‌کند همان‌طور که در بازه‌های زمانی متناوب اتفاق می‌افتد. این بار آرنولد کنار همیلتون و فرلانگ بازگشت.